# Deltochilum costalimai
Deltochilum costalimai là một loài bọ cánh cứng trong họ Bọ hung (Scarabaeidae).